# Tajch (vodní nádrž)

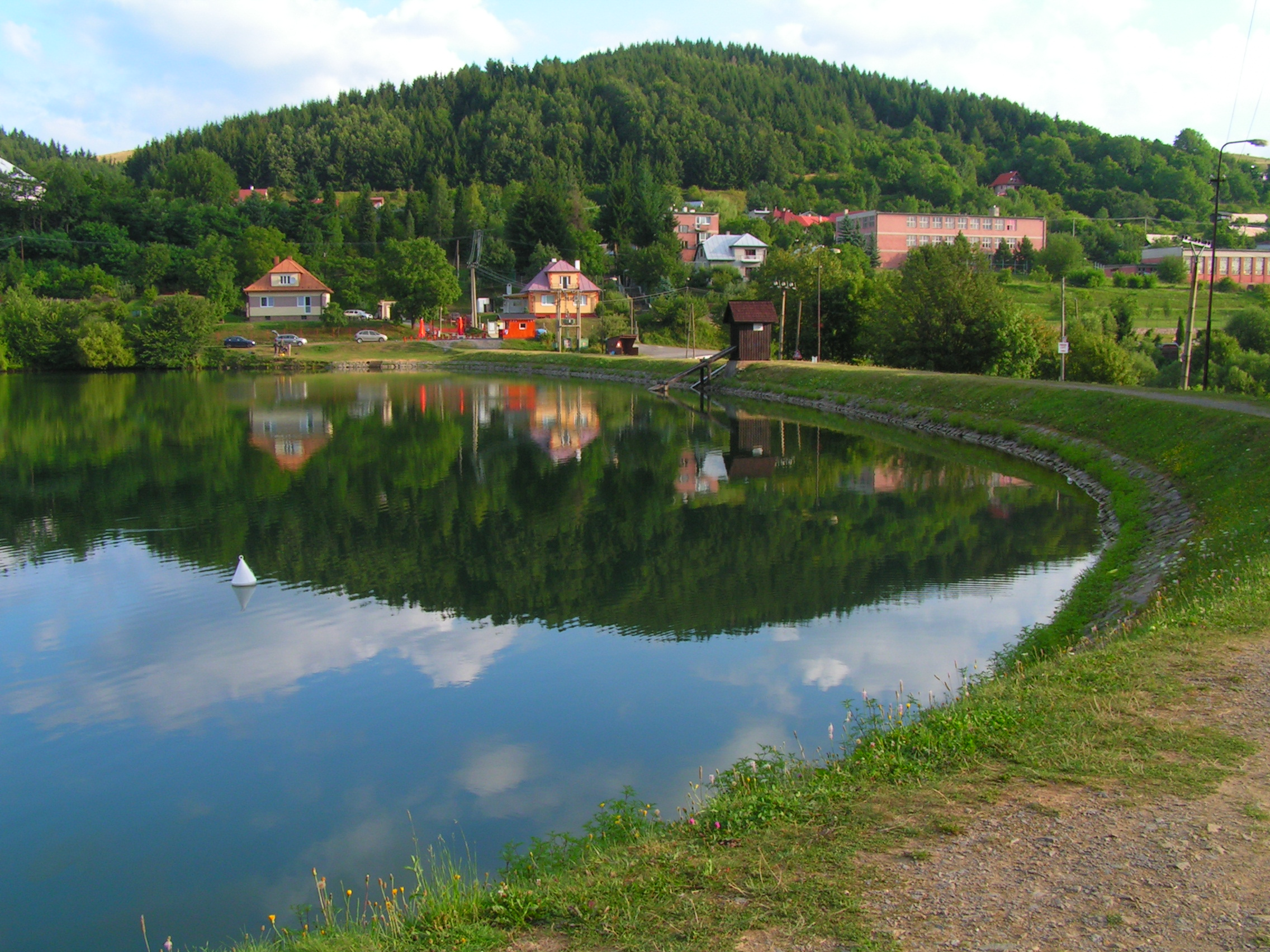
Vinšachtský tajch

Tajchy (z německého Teich) jsou speciální vodní nádrže vybudované v okolí Banské Štiavnice za účelem zisku nových energetických zdrojů pro těžbu a úpravu rud. 
Po vytěžení rud s vysokým obsahem kovů přišly na řadu na rudy s nižším obsahem, což znamenalo také vyšší spotřebu energie na jednotku vyrobeného kovu. Muselo být přečerpáno více vody a přepraveno více rudy. Lidská a zvířecí síla jako tradiční  energetické zdroje se ukázaly na pokrytí zvýšené potřeby energie jako nedostatečné. Místní toky a prameny byly málo vydatné, a tak se jako nejvhodnější řešení ukázalo vybudování tajchů, ve kterých se hromadila voda z atmosférických srážek. Její energetický potenciál byl využíván k pohonu báňských a úpravárenských zařízení. 
První snahy o výstavbu tajchů jsou datovány okolo roku 1500, avšak jejich výstavba vyvrcholila až v 1. polovině 18. století vytvořením jedinečné vodohospodářské soustavy - soustavy štiavnických tajchů. Za autory tohoto technického řešení bývají označováni Samuel Mikovíni, Matej Kornel Hell a jeho syn Jozef Karol Hell. Tajchů bylo postavených několik  desítek, přičemž do dnešních dob se ve funkčním stavu zachoval jen zlomek z tohoto počtu. Z geografického hlediska se dělí do šesti základních skupin:
- Piargské tajchy tvoří nejrozsáhlejší skupinu s největší sítí sběrných příkopů a nejlépe navzájem propojenou soustavou  sběrných struh a štol. Tvoří přibližně polovinu objemu všech štiavnických tajchů. Nacházejí se jižně a jihozápadně od Banské Štiavnice.
- Banskoštiavnické tajchy jsou nejstarší. Všechny patří do povodí Ipľu.
- Kolpašské tajchy se nacházejí v okolí Banského Studence a severovýchodně od Banské Štiavnice.
- Hodrušské tajchy sloužily k pohonu zařízení v Hodrušské dolině, která patří do povodí Hronu. V současnosti jsou  naplněny vodou jen dva z nich.
- Vyhnianské tajchy sloužily k pohonu zařízení ve Vyhnianské dolině, která patří do povodí Hronu.
- Belianské tajchy sloužily k pohonu zařízení v Banskobelianské a Kozelnícké dolině.